# Konak (İzmir)

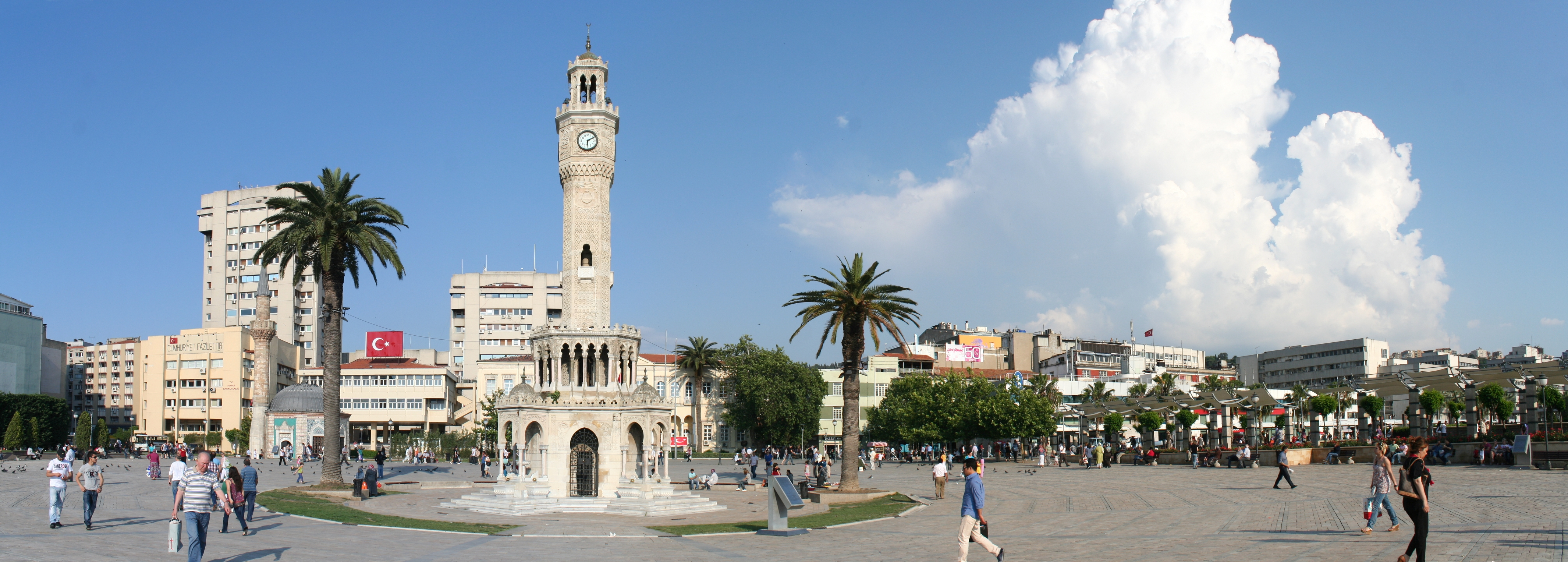
Konak Square

Konak is een wijk in de stad Turkse İzmir en tevens een district in de provincie İzmir. Enkele toeristische bezienswaardigheden zijn een 19e-eeuwse klokkentoren (Turks: Saat Kule) op het Konak Meydani en de achthoekige Konakmoskee uit 1755.